# Nymphaea loriana
Nymphaea loriana ist eine Seerosenart, die in den kanadischen Provinzen Manitoba und Saskatchewan heimisch ist.

## Beschreibung

### Vegetative Merkmale
Nymphaea loriana hat verzweigte, 2 cm breite Rhizome. Die dünnen submersen Blätter sind 8–10 cm lang und 8–12 cm breit. Die suborbikulären bis eiförmig-elliptischen, 10–21 cm langen und 8–18 cm breiten Schwimmblätter haben eine papierartige Textur. Die adaxiale Blattoberfläche ist grün, die abaxiale Blattoberfläche ist hellgrün mit gelegentlicher violetter Färbung.

### Generative Merkmale
Die 7,5–10 cm breiten Blüten haben vier Kelchblätter und 12–21 Kronblätter. Das Androeceum besteht aus 33–48 gelben Staubblättern. Das Gynoeceum besteht aus 8–11 Fruchtblättern. Die 2–2,5 cm breiten Früchte mit gewundenen Stielen tragen 3,5–4 mm lange, 2,5–3 mm breite, eiförmige, glatte, grünlich-braune Samen.

## Reproduktion

### Generative Vermehrung
Obwohl Nymphaea loriana aus Hybridisierung entstanden ist, ist sie fruchtbar.

## Taxonomie

### Publikation
Die Erstbeschreibung erfolgte durch John Harry Wiersema, Carl Barre Hellquist und Thomas Borsch im Jahr 2014.

### Typusexemplar
Das Typusexemplar wurde von John Harry Wiersema, Carl Barre Hellquist und Thomas Borsch am 18. August 2000 im Egg Lake, südlich von Cumberland House, Saskatchewa, Kanada gesammelt.

### Position innerhalb von der GattungNymphaea
Sie wird in die Untergattung Nymphaea subg. Nymphaea gestellt.

### Natürliche Hybridisierung
Nymphaea loriana ist durch hybridogene Artbildung entstanden.

## Etymologie
Das Art-Epitheton loriana bezieht sich auf Lori Wittlake Wiersema (1958–2013), die Frau von John Harry Wiersema.

## Gefährdungsstatus
Der IUCN Gefährdungsstatus ist Endangered (EN). Der NatureServe Gefährdungsstatus ist Critically Imperiled (G1).

## Ökologie

### Lebensraum
Nymphaea loriana kommt in Seen, Teichen, Sümpfen oder Bächen mit klarem, stehendem oder leicht fließendem Wasser in einer Tiefe von 1,5-2 Metern vor. Diese Art ist auf klares Wasser angewiesen.